# Constantin Coanda
Constantin Coanda (Craiova, 4. ožujka 1857. – Bukurešt, 30. rujna 1932.) je bio rumunjski vojni zapovjednik i političar. Tijekom Prvog svjetskog rata bio je predstavnikom rumunjske vojske pri ruskom Glavnom stožeru, dok je nakon završetka rata bio predsjednikom Vlade i predsjednikom Senata.

## Rani život i vojna karijera
Constantin Coanda rođen je 4. ožujka 1857. u Craiovi. Gimnaziju pohađa u Craiovi, nakon čega od 1885. nastavlja vojno školovanje u vojnim školama u Bukureštu i Iasiju. Od 1877. zapovijeda vodom u 1. topničkoj pukovniji, dok 1880. dobiva čin poručnika. Od te iste godine studira u Politehničkoj školi u Parizu gdje diplomira matematiku, nakon čega završava i Školu za topništvo u Fontainebleauu. Od 1883. predaje u Školi za mostove i ceste, te Školi za topništvo i inženjeriju u Bukureštu. Godine 1883. promaknut je u čin satnika, dok čin bojnika dostiže 1888. godine. Te iste godine upućen je kao vojni ataše najprije u Beč, te, 1889. godine, u Bruxelles. Godine 1892. unaprijeđen je u čin potpukovnika, te postaje pobočnikom prijestolonasljednika Ferdinanda na kojoj dužnosti se nalazi do 1901. godine. U međuvremenu je, 1896. unaprijeđen u čin pukovnika.
Od 1901. Coanda obnaša dužnost načelnika u ministarstvu rata, nakon čega je u prosincu 1904. imenovan glavnim inspektorom topništva. Prije toga, 1902. godine promaknut je u čin brigadira. Dužnost glavnog inspektora topništva obnaša do travnja 1911. godine kada je promaknut u čin divizijskog generala. U studenom ponovno je imenovan glavnim inspektorom topništva na kojoj dužnosti se nalazi sve do Prvog svjetskog rata. Nakon završetka Drugog balkanskog rata u kolovozu 1913. član je rumunjske delegacije na mirovnoj konferenciji u Bukureštu.

## Prvi svjetski rat
Nakon ulaska Rumunjske u rat na strani Antante Coanda je imenovan šefom rumunjske vojne misije pri ruskom Glavnom stožeru. U ožujku 1917. imenovan je zapovjednikom Rumunjskog dobrovoljačkog korpusa koji je bio sastavljen od etničkih Rumunja koji su regrutirani iz redova zarobljenika austrougarske vojske. Tijekom 1917. promaknut je u čin generala armije. Nakon Oktobarske revolucije Coanda je uhićen od strane boljševika, te osuđen na smrt. Spasio ga je međutim, ulazak njemačke vojske u Kijev u ožujku 1918. godine.

## Politička karijera
Coanda je 24. listopada 1918. imenovan predsjednikom vijeća ministara. Uz dužnost predsjednika obnašao je i dužnost ministra vanjskih poslova. Coanda je predsjednik vijeća ministara bio svega nešto više od mjesec dana tj. do 29. studenog 1918. godine. Međutim, tijekom njegovog mandata provedena je mobilizacija, te je Rumunjska ponovno ušla u rat na strani saveznika. Jednako tako, donijeta je i proklamacija kojom se saveznike izvijestilo da će Rumunjska boriti za nacionalno ujedinjenje krajeva u kojima žive Rumunji.
Tijekom 1919. Coanda je član rumunjske delegacije na Versailleskoj mirovnoj konferenciji. Pridružuje se Averescuovoj Narodnoj stranci na čijoj je listi 1919. izabran u Senat. U Senatu u dva navrata obnaša dužnost predsjednika. Prvi puta, od lipnja 1920. do siječnja 1922., te drugi puta, od srpnja 1926. do lipnja 1927. godine. Tijekom prvog predsjedanja Senatom 8. prosinca 1920. ozlijeđen je u eksploziji bombe postavljene u Senatu koju je postavio komunistički revolucionar Max Goldstein. U trećoj vladi kojoj je predsjedao Averescu od ožujka do lipnja 1926. obnaša dužnost ministra industrije i trgovine. 

## Smrt i pogreb
Constantin Coanda preminuo je 30. rujna 1932. u 76. godini života u Bukureštu. Bio je oženjen s Aidom Danet s kojom je imao sedmoro djece i to pet sinova i dvije kćeri. Jedan od Coandinih sinova je bio poznati znanstvenik Henri Coanda.

## Vanjske poveznice
(rum.) Constantin Coanda na stranici Enciclopediaromaniei.ro